# فيرينك مارشال
فيرينك مارشال هو سياسي روماني، ولد في 2 أكتوبر 1887 في تيميشوارا في رومانيا، وتوفي في 23 يناير 1970 في بودابست في المجر.